# Patrick Head
Sir Patrick Head (Farnborough, 5 juni 1946) is medeoprichter en voormalig technisch directeur van het Williams Formule 1-team.
Head was gedurende 27 jaar, van 1977 tot 2004, technisch directeur van Williams Grand Prix Engineering. Hij werd in mei 2004 opgevolgd door Sam Michael.